# Лексикон львівський: поважно і на жарт
Лексикон львівський: поважно і на жарт — діалектний словник особливостей мовлення Львова ХХ століття, авторами якого є Наталія Хобзей, Ксеня Сімович, Тетяна Ястремська, Ганна Дидик-Меуш. Вперше виданий у 2009 році.
Джерелами стали власні спостереження авторок за мовленням мешканців рідного міста, а також художня та мемуарна література авторів-львів'ян. Особливість словника у тому, що подано не тільки тлумачення багатьох, часто призабутих слів, словосполучень, фразеологізмів, прислів'їв та приказок (понад 12 тис. одиниць), а й розлогі цитати про львівські традиції й звичаї, історичні події, особливості побуту; героями цих міні-оповідок є не тільки вигадані персонажі, а часто й відомі львів'яни.
Матеріали Лексикону становлять інтерес для широкого діапазону філологічних студій. Т.О.Черниш присвятила спеціальне дослідження зареєстрованій у Лексиконі термічній лексиці спільнослов'янського походження, а С.С.Єрмоленко вивчав проблеми культурно-лінгвістичного опису й аналізу української епонімії на основі представлених у реєстрі Лексикону деономастичних одиниць.

## Видання
1. Хобзей Н., Сімович К., Ястремська Т., Дидик-Меуш Г.  Лексикон львівський: поважно і на жарт / Наталя Хобзей, Ксеня Сімович, Тетяна Ястремська, Ганна Дидик-Меуш; – Львів: Інститут українознавства імені І. Крип'якевича НАН України, 2009. – 670 с. – (Серія "Діалектологічна скриня").

2. Хобзей Н., Сімович К., Ястремська Т., Дидик-Меуш Г.  Лексикон львівський: поважно і на жарт / Наталя Хобзей, Ксеня Сімович, Тетяна Ястремська, Ганна Дидик-Меуш; 2-ге вид., допов. і переробл. – Львів : Інститут українознавства ім. І. Крип’якевича НАН України, 2012. – 852 с. – (Серія "Діалектологічна скриня").

3.  Хобзей Н., Сімович К., Ястремська Т., Дидик-Меуш Г.  Лексикон львівський: поважно і на жарт / Наталя Хобзей, Ксеня Сімович, Тетяна Ястремська, Ганна Дидик-Меуш; 3-тє вид., змін. і допов. - Львів : Ін-т українознавства ім. І. Крип'якевича, 2015. - 895 с. – (Серія "Діалектологічна скриня").

4.  Хобзей Н., Сімович К., Ястремська Т., Дидик-Меуш Г.  Лексикон львівський: поважно і на жарт / Наталя Хобзей, Ксеня Сімович, Тетяна Ястремська, Ганна Дидик-Меуш; 4-те вид., змін. і допов. - Львів : Вид-во Старого Лева, 2019. - 892 с. – (Серія "Діалектологічна скриня").